# ناحية الصورة الصغيرة
ناحية الصورة الصغيرة إحدى نواحي سوريا تتبع إداريّاً لمحافظة السويداء منطقة شهبا ومركزها بلدة الصورة الصغيرة، بلغ تعداد سكان الناحية 12,720 نسمة حسب التعداد السكاني لعام 2004.

## بلدات وقرى ناحية الصورة الصغيرة
حوش حماد، الصورة الكبيرة، الحقف، حزم، الخالدية، خلخلة، لاهثة، الصورة الصغيرة، اشهيب الشمالي، رضيمة اللواء، السالمية، ذكير، أم حارتين.